# Tío Paquete
Tío Paquete es una pintura al óleo del pintor español Francisco de Goya realizada hacia 1820. Actualmente se encuentra en la colección del Museo Thyssen-Bornemisza de Madrid.
El Tío Paquete era un viejo mendigo ciego muy conocido por los madrileños de principios del siglo XIX. Se sentaba en los escalones de la iglesia de San Felipe el Real y mendigaba, cantaba y tocaba la guitarra. Goya, apasionado por lo grotesco de la vida cotidiana, se inspiró en él e inmortalizó sus rasgos distorsionados en un retrato. La atención del espectador se centra en la cara redonda del mendigo que emerge del fondo oscuro y ocupa casi todo el lienzo. Goya retrata la discapacidad del personaje con estricto realismo pero sin ánimo caricaturesco. El mendigo tiene las cuencas hundidas, los ojos cerrados, la nariz ancha y la boca abierta, casi sin dientes, pero riendo ampliamente. El retrato combina el drama de la ceguera con el temperamento cómico del mendigo y al mismo tiempo tiene un fuerte mensaje expresionista, anticipándose así cien años a este movimiento.
En términos técnicos, la pintura es similar a la serie de pinturas negras de Goya: los colores son oscuros y la pintura se aplica densamente mediante la técnica del empaste. Guarda una fuerte relación con el cuadro Dos mujeres y un hombre, perteneciente también a la serie de sus Pinturas negras.
Se sabe de fuentes escritas que el retrato tenía la inscripción "El célebre ciego fijo" en la parte posterior, que desapareció luego de la forración realizada en 1887. El cuadro perteneció al nieto de Goya, Mariano, y luego pasó a la colección del Conde de Doña Marina. El siguiente propietario fue el Marqués de Heredia. Desde 1935 la obra pertenece a la colección Thyssen-Bornemisza.